# 제3차 노예전쟁
제3차 노예전쟁(Third Servile War) 또는 검투사 전쟁(Gladiator War)은 로마 공화정에서 일어난 최후의 노예반란이다. 바스파르타쿠스의 난(War of Spartacus)이라고도 한다(플루타크의 표현).

## 로마 공화정의 노예
고대 로마에서 노예는 경제의 상당한 부분을 차지하고 있었다. 로마는 군사적 확장으로 정복된 피정복민을 노예로 삼거나 야만족을 노예로 삼았고 노예의 수는 대략 자유민의 30~45%를 차지하고 있었다. 노예는 다양한 일을 했는데 그리스어나 수사학을 가르치는 교사노예부터, 회화, 조각 등 숙련기술자, 검투사, 가사노동을 담당하는 노예, 라티푼디움의 농장 노예 등 다양하고 많은 노예가 있었다.
로마에서 노예는 인간적으로 친밀한 관계를 유지했고, 사회에서 적극적인 역할을 하고 있었으며 그 계층이 너무도 다양하였다. 또한 로마에서는 일정조건의 해방노예에게 로마 시민권을 부여하고 있었기 때문에 로마에서 노예는 비교적 좋은 대우를 받고 있었다.
로마인은 노예를 이렇게 정의하고 있었다고 한다. "노예는 자신의 운명을 스스로 결정할 권리가 없는자"

## 스파르타쿠스의 반란

### 노예들의 전쟁
이미 로마는 두 차례의 노예전쟁을 경험했다. 제1차 노예전쟁은 기원전 135년부터 132년에 일어났고, 제2차 노예전쟁은 기원전 104년에 일어났다. 두 차례 모두 시칠리아에서 일어났는데 그 이유는 시칠리아는 전통적으로 로마의 곡창지대로 대규모 농장이 있었고 그농장에서 노예를 많이 부렸고 학대도 많이 했기 때문이었다. 두 반란 모두 로마에 의해 진압되었다.
기원전 73년 카푸아의 검투사 양성소에서 스파르타쿠스가 이끄는 74명의 검투사들이 집단 탈주했고 이들은 무기를 들고 험준한 베수비오 산으로 도망쳤다. 주동자인 스파르타쿠스는 트라키아, 크릭수스는 갈리아 출신이었다. 로마 당국은 이들을 막으려고 처음에는 정규 로마 군단이 아닌 3,000명의 토벌군을 보냈으나 검투사들은 간단히 토벌군을 제압했고 이 소문이 퍼지자 주변의 농장에서 노예들이 집단 탈출하여 베수비오 산으로 몰려들었다. 이 캄파니아 지방은 대농장이 많았고 주로 부유한 로마 귀족들이 휴가를 보내는 별장지역어어서 노예들이 많았는데 이들이 검투사 군단에 합세한 것이다.
로마 당국은 사태가 심각해지자 이번에는 법무관 가이우스 클라우디우스 글라베르의 지휘 아래 2개 정규군단을 파견했다. 그러나 이 정규군단도 노예 반란군에 격파당하였다. 노예군은 로마군의 장비로 무장을 보강했고 이 소식을 들은 많은 노예들이 새로이 반란군에 가담하여 병력이 늘어났다. 기원전 73년의 겨울 스파르타쿠스는 수가 급격히 늘어난 반란군을 조직화하고 훈련시켰다.

### 전쟁의 양상
기원전 72년 봄, 노예군은 숙영지에서 나와 북쪽 갈리아로 향했다. 원로원은 법무관의 군단이 패했고 반란군의 규모가 커지자 그 해의 집정관 푸블리콜라와 클로디아누스를 모두 토벌에 투입했다. 처음에 푸블리콜라의 로마군은 크릭수스가 이끄는 노예군 3,000명을 가르가노 산에서 만나 2/3를 죽였고 크릭수스도 이 전투에서 죽었다. 스파르타쿠스는 로마군의 추적을 따돌리면서 아드리아 해를 따라 북상했다.
이 대목에서 아피아누스와 플루타르코스의 기록이 약간 달라지므로 스파르타쿠스의 행로를 정확히 알 수 없다. 그러나 스파르타쿠스는 집정관의 군대를 모두 격파하거나 따돌리고, 로마군에 엄청난 손실을 가했다. 피세놈 근처에서 전투가 벌어졌고 노예군이 집정관의 군대를 다시 한번 격파한 후 북쪽으로 계속 향한 것은 사실인 듯하다. 플루타르코스는 갈리아 총독 카시우스가 내려와 스파르타쿠스를 저지하려 했으나 역시 패배했다고 말하고 있다. 그런데 갑자기 스파르타쿠스가 북쪽으로 가지 않고 남쪽으로 다시 방향을 돌렸다. 아피아누스는 스파르타쿠스가 로마로 진격하기 위해서라고 말하지만 플루타르코스는 아무런 설명을 하지 않았다. 충분히 알프스를 넘어 갈리아로 도망갈 수 있는 상황이었는데도 스파르타쿠스가 방향을 남쪽으로 돌린 이유는 알 수 없다.

### 크라수스와 스파르타쿠스
기원전 71년 스파르타쿠스와 노예군은 이탈리아 남쪽으로 내려와 있었다. 다급해진 원로원은 법무관 마르쿠스 리키니우스 크라수스에게 전직 집정관이 남긴 2개 군단과 새로운 6개 군단을 합쳐 모두 8개 군단을 주며 토벌을 맡겼다. 그 때까지 별다른 군 경력이 없었던 마르쿠스 리키니우스 크라수스는 이 반란 토벌로 공을 세우고 싶어했기에 매우 잔인하고 악랄한 방법으로 반란군을 응징했다. 기록에 따르면, 첫 번째 전투에서 패하자 적에게 등을 돌린 군단병 60명을 뽑아 나머지 동료들이 죽이게 했다고 하며, 군단병은 크라수스가 적보다 더 위험한 존재라고 말했다고 한다. 크라수스의 잔인함 때문인지 로마군은 노예군을 상대로 승기를 잡고 노예군을 험준한 산속에 가두어 두는 데 성공했고, 스파르타쿠스는 키리키아 해적과 협상을 하여 시칠리아로 달아나려 했다. 그러나 메시나 해협을 건너 시칠리아로 도망치려는 시도는 모두 불발로 끝나고 스파르타쿠스는 고립되었다.
이때 마침 히스파니아에서 세르토리우스를 물리치고 폼페이우스가 이탈리아로 귀환했고, 루쿨루스도 마케도니아에서 귀환하여 남부 이탈리아에 상륙했다. 자칫 이들에게 반란군을 진압한 공을 빼앗길 것을 우려한 크라수스는 군단병들을 다그쳐서 전쟁을 빨리 끝내려 하였다. 스파르타쿠스의 노예군은 크라수스의 정규 군단병의 잔인하고 무차별적인 공격에 급격히 무너졌고 결국 대부분이 전사하고 괴멸하고 말았다. 스파르타쿠스의 시체는 끝내 찾아낼 수 없었지만 그도 역시 전사한 것으로 보인다.

### 전쟁의 결말
폼페이우스는 이 전쟁에서 직접적으로 스파르타쿠스와 대적하지 않았지만 잔당을 소탕하는 데 협력했다. 크라수스는 직접적인 전쟁의 승리자로 원로원의 신임을 얻었고 대부분의 노예군을 학살했다. 살아남은 노예군 6,000여 명도 크라수스의 명령으로 카푸아와 로마 사이의 아피아 가도변에 모두 십자가형을 당했다. 십자가는 수십km에 달했다고 한다. 이로써 폼페이우스와 크라수스의 로마에서의 위상은 더욱 커졌다.

## 같이 보기
- 스파르타쿠스
- 마르쿠스 리키니우스 크라수스